# William D. Bynum

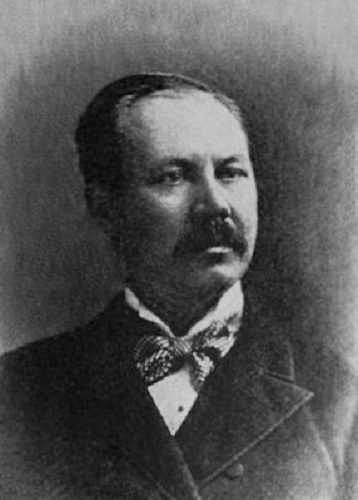
William D. Bynum

William Dallas Bynum (* 26. Juni 1846 bei Newberry, Greene County, Indiana; † 21. Oktober 1927 in Indianapolis, Indiana) war ein US-amerikanischer Politiker. Zwischen 1885 und 1895 vertrat er den Bundesstaat Indiana im US-Repräsentantenhaus.

## Werdegang
William Bynum besuchte die öffentlichen Schulen seiner Heimat und studierte danach bis 1869 an der Indiana University in Bloomington. Nach einem anschließenden Jurastudium und seiner 1872 erfolgten Zulassung als Rechtsanwalt begann er in Washington, dem Hauptort des Daviess County, in diesem Beruf zu arbeiten. Bis 1875 war er juristischer Vertreter dieser Stadt; von 1875 bis 1879 war er dort Bürgermeister. Seit 1880 lebte Bynum in Indianapolis.
Politisch war Bynum Mitglied der Demokratischen Partei. Zwischen 1881 und 1885 saß er als Abgeordneter im Repräsentantenhaus von Indiana, dessen Präsident er im Jahr 1885 war. Bei den Kongresswahlen des Jahres 1884 wurde er im siebten Wahlbezirk von Indiana in das US-Repräsentantenhaus in Washington, D.C. gewählt, wo er am 4. März 1885 die Nachfolge von William E. English antrat. Nach vier Wiederwahlen konnte er bis zum 3. März 1895 fünf Legislaturperioden im Kongress absolvieren. Dabei fiel er am 17. Mai 1890 auf, als er wegen seiner nicht angemessenen Ausdrucksweise von der Kongressleitung gerügt wurde. Im Jahr 1896 wurde William Bynum nicht bestätigt.
Bynum gehörte innerhalb der Demokratischen Partei zum Flügel, der sich für den Goldstandard der Währung einsetzte und sich als National Democratic Party kurzzeitig abspaltete. Zwischen 1896 und 1898 hatte er deren Vorsitz inne. Auch nach dem Ende seiner Zeit als Kongressabgeordneter blieb er in der Bundeshauptstadt. Zwischen 1900 und 1906 war er Mitglied einer Kommission zur Überarbeitung der Bundesstrafgesetze. Danach zog er sich in den Ruhestand zurück. William Bynum starb am 21. Oktober 1927 in Indianapolis.